# Patenthaftpflichtversicherung
Die Patenthaftpflichtversicherung, auch IP-Versicherung (von engl. intellectual property), Geistige Eigentumsversicherung, Patentversicherung, Schutzrechtsverletzungspolice oder kurz Patenthaftpflicht ist eine Form der Vermögensschadenhaftpflichtversicherung gegen Ansprüche, die gegen den Versicherungsnehmer wegen der Verletzung von Schutzrechten geltend gemacht werden.
Die meisten Vermögensschadenhaftpflicht-, Betriebshaftpflicht-, Produkthaftpflicht- und Rechtsschutzversicherungen schließen den Versicherungsschutz für derartige Schäden ausdrücklich aus.

## Schutzrechte und Schutzrechtsverletzungen
Gewerbliche Schutzrechte (Patente, Gebrauchsmuster, Designs und Marken) haben eine große wirtschaftliche Bedeutung, da sie ausschließliche Nutzungsrechte darstellen.
Ein Haftungsrisiko kann beispielsweise für innovative Start-up-Unternehmen auf dem Übersehen fremder Schutzrechte wegen unzureichender Patentrecherche, einer Fehleinschätzung aufgefundener Schutzrechte oder auch auf der falschen Beurteilung des Umfangs fremder Schutzrechte beruhen. Der Geschädigte kann Unterlassungs- und Schadenersatzansprüche wegen einer Patentverletzung und dem daraus entstandenen Vermögensschaden geltend machen.
Am häufigsten werden Schutzrechte durch Marken- oder Produktpiraterie verletzt. So ist nach einer von der Lobbyorganisation Initiative Neue Soziale Marktwirtschaft 2019 veröffentlichten Umfrage jedes zehnte Unternehmen aus Industrie, Baugewerbe und unternehmensnahen Dienstleistungen in Deutschland in den vorangegangenen fünf Jahren mindestens einmal Opfer von Produkt- und Markenpiraterie geworden. Der Schutz eigener Schutzrecht ist Teil des aktiven Rechtsschutzes einer Patenthaftpflichtversicherung.
Praktisch bedeutsam ist auch die Abwehr vermeintlicher Lizenzansprüche sog. Patent-Trolle.

## Patentstreitigkeiten
Patentstreitigkeiten sind meistens langwierig und teuer. Die Gerichtskosten muss der Kläger normalerweise direkt bei Einreichung der Klage begleichen. Weitere Kosten entstehen für Auslagen und Anwälte. Auch Übersetzungen von Klageschriften z. B. wenn der Beklagte aus dem nicht deutschsprachigen Ausland stammt, können zusätzliche Kosten verursachen. Ist ein Verfahren beendet, trägt die unterlegene Partei sämtliche Kosten. Bei Patentverletzungen kann der Streitwert schnell höhere Beträge erreichen, zum Beispiel EUR 500.000 oder EUR 1 Million. Das heißt, das Kostenrisiko beträgt in erster Instanz ca. EUR 27.288 oder EUR 40.452 In der zweiten Instanz erhöht sich das Kostenrisiko dann um ca. EUR 35.603 bzw. EUR 52.799. Vor dem BGH in dritter Instanz erhöhen sich die Kosten dann um EUR 46.786 und EUR 69.352. Die Gesamtkosten über alle Instanzen betragen dann EUR 114.671 bzw. EUR 169.918.

## Versicherungsumfang und Versicherungskosten
Eine Patenthaftpflichtversicherung bietet sowohl passiven Rechtsschutz als auch Haftpflicht für Vermögensschäden. Der passive Rechtsschutz übernimmt die Abwehrkosten. Zusätzlich schützt die Haftpflicht für den Fall, dass man selbst Geistiges Eigentum verletzt hat und mit Lizenz- und Schadensersatzforderungen konfrontiert wird.
In der Regel übernimmt eine Patenthaftpflichtversicherung folgende Kosten:
- Kosten für die Abwehr unberechtigter Ansprüche und eventueller Nichtigkeitsklage
- Schadenersatz und Vertragsstrafen
- Lizenzgebühren nach einem Vergleich
- Rückruf- und Rücknahmekosten
- Forderungen aus Enthaftungserklärungen

Über die Höhe der Prämie lässt sich keine pauschale Aussage machen, da sie abhängig sind von der Unternehmensgröße, der Anzahl der Schutzrechte im Unternehmen, der Branche und der Marktsituation.